# Władysław Bukowiecki
Władysław Bukowiecki (ur. 9 maja 1910 w Ślęcinie k. Jędrzejowa, zm. 1 lutego 1976 w Sopocie) − teoretyk muzyki, dyrygent, pedagog, rektor Państwowej Wyższej Szkoły Muzycznej w Sopocie (później przeniesiona do Gdańska). 

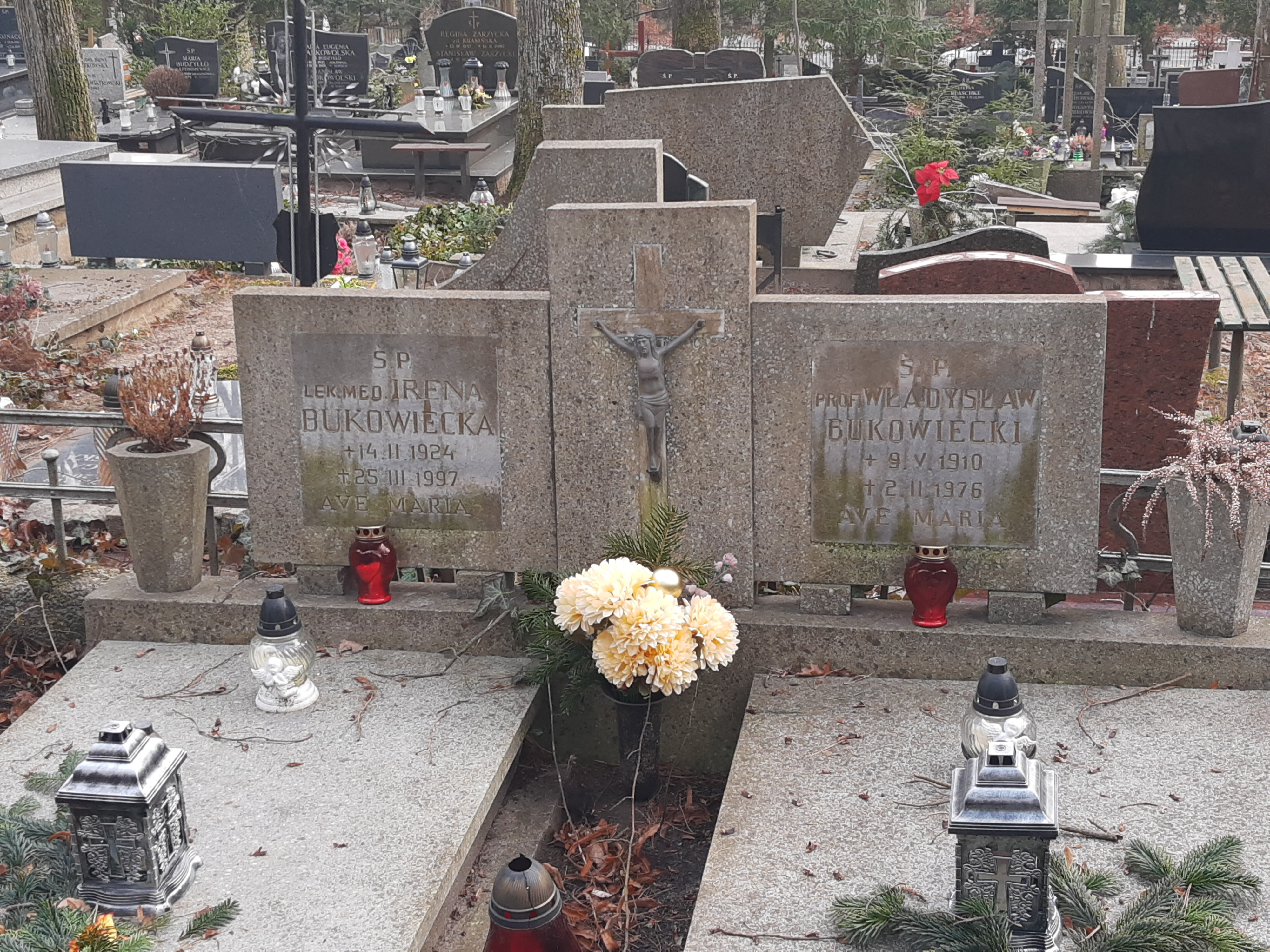
Grób Władysława Bukowieckiego na cmentarzu komunalnym w Sopocie

## Życiorys
Był absolwentem Wydziału Nauczycielskiego i Wydziału Teorii Specjalnej Państwowego Konserwatorium Muzycznego w Warszawie (1939) oraz Studium Pedagogicznego na Wydziale Humanistycznym Uniwersytetu Warszawskiego. W latach okupacji niemieckiej pracował jako nauczyciel w zorganizowanym tajnym nauczaniu, był oficerem Armii Krajowej (pseudonim „Ryś”), brał udział w Powstaniu Warszawskim, następnie został wywieziony do obozu pracy przymusowej w Hagen w Niemczech, gdzie pracował przy kopaniu schronów. Po wyzwoleniu, już od 1945 roku, Władysław Bukowiecki rozpoczął pracę w Ministerstwie Oświaty, a od 1948 w Ministerstwie Kultury i Sztuki na stanowisku ministerialnego wizytatora szkół. Ukończył kolejne studia w PWSM w Warszawie na Wydziale Teorii, Kompozycji i Dyrygentury. Od 1947 roku pracował jako wykładowca przedmiotów teoretycznych w Państwowej Wyższej Szkole Muzycznej w Warszawie, a od 1950 roku był dziekanem Wydziału Pedagogicznego tejże uczelni. 
1 września 1954 roku Władysław Bukowiecki został powołany na stanowisko rektora Państwowej Wyższej Szkoły Muzycznej w Sopocie (obecnie Akademia Muzyczna im. Stanisława Moniuszki w Gdańsku) i pełnił je do listopada 1956 roku.
W kolejnych latach był dyrektorem i uczył przedmiotów teoretycznych w Państwowym Liceum Muzycznym w Sopocie (1956–1966), a później dyrektorem Państwowej Szkoły Muzycznej w Gdyni (1964–1968). Współpracował z regionalnymi ośrodkami kultury muzycznej i amatorskim ruchem muzycznym jako animator i twórca opracowań repertuaru dla chórów i orkiestr. Jednocześnie w latach sześćdziesiątych prowadził jako dyrygent Chór Nauczycielski im. Stanisława Kazuro przy Oddziale Miejskim ZNP w Gdańsku. Pochowany na cmentarzu komunalnym w Sopocie (kwatera G2-4-3).